# The First Seven Days
The First Seven Days je album Jana Hammera, vydané v roce 1975. Velká část alba je nahraná na syntezátory. Jedná se o koncepční album na motivy knihy Genesis. Album bylo nahráno a smícháno ve studiu Red Gate, Kent, New York. Vydala jej společnost Atlantic Records (K 50184)

## Seznam skladeb
Všechny skladby napsal(i) Jan Hammer. 
| Pořadí | Název                               | Délka |
| ------ | ----------------------------------- | ----- |
| 1.     | Darkness / Earth in Search of a Sun | 4:30  |
| 2.     | Light / Sun                         | 6:40  |
| 3.     | Oceans and Continents               | 6:14  |
| 4.     | Fourth Day — Plants and Trees       | 2:44  |
| 5.     | The Animals                         | 6:09  |
| 6.     | Sixth Day — the People              | 7:11  |
| 7.     | The Seventh Day                     | 6:08  |

## Sestava
- Jan Hammer - piáno, elektrické piáno, Moog syntezátor, Oberheim syntezátor a digital sequencer, bicí, perkuse, Freeman string symphonizer, mellotron
- David Earle Johnson - konga, perkuse (ve skladbách The Animals a Sixth Day — the People)
- Steven Kindler - housle (ve skladbách Light / Sun, The Animals, Sixth Day — the People a The Seventh Day)